# Diocèse d'Apt
Le diocèse d'Apt (en latin : Dioecesis Aptensis) est un ancien diocèse de l'Église catholique en France. Érigé au IIIe siècle, il est un des diocèses historiques de la Provence.
Supprimé en 1801, le titre d'évêque d'Apt est relevé, depuis 1877 par les archevêques d'Avignon, jusqu'en 2009.
En janvier 2009, il est restauré comme siège titulaire.

## Histoire
Selon la tradition, le diocèse d'Apt aurait été fondé par saint Auspice, envoyé par saint Clément dans cette ville, dont il serait devenu évêque et où il aurait subi le martyre en l'an 102. Cependant l'existence de l'église d'Apta Julia ne nous est révélée qu'en 314, par la présence d'un représentant de son église au concile d'Arles. Le premier évêque certain d'Apt, parce que cité dans des documents liturgiques contemporains, est saint Castor.
Le diocèse d'Apt se confondit d'abord avec la Civitas Aptensium des romains, comprenant l'ancien domaine des Vulgientes (vallée du Calavon). Il fut borné, au nord, par le diocèse de Carpentras, à l'est, par le diocèse de Sisteron, au sud, par le diocèse d'Aix, et, à l'ouest, par le diocèse de Cavaillon. L'évêque d'Apt était le suffragant de l'archevêque métropolitain d'Aix.
Le diocèse comprenait deux abbayes d'hommes : Saint-Eusèbe et Valsaintes et deux abbayes de femmes : Sainte-Catherine et Sainte-Croix.
L'évêché d'Apt fut supprimé par le concordat de 1801 et son diocèse rattaché pour sa plus grande partie à l'archevêché d'Avignon, tandis que la haute vallée du Calavon était rattachée à l'évêché de Digne.
En janvier 2009, il est restauré comme siège titulaire.

## Territoire
Le diocèse d'Apt confinait : au nord-ouest, avec celui de Carpentras ; au nord-est avec celui de Sisteron ; au sud, avec l'archidiocèse d'Aix ; et, à l'est, avec le diocèse de Cavaillon.
Le doyenné d'Apt comprenait Apt, Bonnieux, Gignac, Lacoste et Rustrel ; celui de Saint-Christol comprenait Banon, Carniol, Montsalier, Oppedette, Saint-Christol, Simiane et Valsaintes ; celui de Saint-Martin-de-Castillon comprenait Céreste, Sainte-Croix-à-Lauze, Saint-Martin-de-Castillon, Vachères et Viens ; celui de Saint-Saturnin comprenait Corbelin, Joucas, Lagarde, Lioux, Saint-Saturnin. Le diocèse d'Apt comprenait aussi Auribeau, Buoux, Caseneuve, Castellet, Gargas, Roussillon, Saignon, Sivergues et Villars.

## Évêques

### Évêques titulaires
En janvier 2009, le siège d'Apt est restauré en tant que siège titulaire.
- Depuis 2011 : Jean-Luc Hudsyn, ancien évêque auxiliaire de Malines-Bruxelles